# Up All Night: Live in 2025
Up All Night: Live in 2025 è il terzo tour mondiale della cantante statunitense Jennifer Lopez.
Si tratta della sua prima serie di concerti a sei anni di distanza dall It's My Party Tour del 2019.  Il tour ha preso il via l'8 luglio 2025 a Pontevedra, in Spagna, e si concluderà il 12 agosto dello stesso anno a Porto Cervo, in Italia, con un totale di ventuno spettacoli.

## Antefatti e sviluppo
Nel febbraio 2024, Jennifer Lopez annunciò This Is Me... Live, tour ideato per promuovere il suo nono album in studio, This Is Me... Now (2024). Due mesi dopo, la tournée venne riproposta come raccolta dei suoi greatest hits, con testate come Variety che attribuirono il cambiamento alle scarse vendite dei biglietti. Nel maggio 2024, Lopez annullò ufficialmente il tour, dichiarando di voler trascorrere più tempo con familiari e amici stretti, definendo la scelta come "necessaria".
Il 7 aprile 2025, l’artista annunciò una nuova tournée, insieme a cinque concerti previsti in Spagna. Il giorno seguente, la testata italiana Rockol pubblicò l’intero itinerario con 17 date distribuite tra Africa, Asia ed Europa. Lo spettacolo italiano - come parte del Lucca Summer Festival - ha attirato oltre 16.000 spettatori.
Il 14 aprile 2025 fu confermato che il concerto del 27 luglio avrebbe fatto parte del Summer in the City Festival. Inoltre, una tappa prevista per il 5 agosto a Istanbul, in Turchia, fu inserita sul sito Bubilet. Due nuovi concerti furono annunciati il 21 e il 27 maggio, rispettivamente ad Almaty, in Kazakistan, e a Tashkent, in Uzbekistan.
Nel mese di giugno, fu comunicato che il concerto previsto per l’11 luglio a Málaga era stato posticipato a causa di “problemi logistici”; per la stessa data fu annunciata una nuova esibizione a Fuengirola. Infine, il 3 luglio 2025, fu aggiunto uno spettacolo speciale per la Cala di Volpe Gala Night in Sardegna, Italia, previsto per il 12 agosto.
Tra il corpo di ballo figura anche il ballerino italiano Giuseppe Giofrè.

## Scaletta
La scaletta non è indicativa di tutti gli show:
Atto I
1. On the Floor
2. Save Me Tonight
3. Booty
4. Ain't Your Mama (con elementi di Sexy MF di Prince)

Atto II
1. Jenny from the Block (versione rock; intro di We Will Rock You)
2. I'm Real (Murder Remix)
3. Regular
4. Get Right
5. Moments in Love

Atto III
1. I'm Into You (versione lenta)
2. Birthday
3. Love Don't Cost a Thing
4. All I Have

Atto IV
1. Gracias a la vida
2. If You Had My Love (versione flamenco)
3. Ain't It Funny
4. Qué Hiciste
5. Si una vez (cover di Selena)
6. Wreckage of You

Atto V
1. Waiting for Tonight (Hex's Momentous Club Mix)
2. Dance Again
3. Let's Get Loud (versione salsa)
4. Play (con elementi di Pump Up the Jam dei Technotronic)

Encore
1. Free
2. Up All Night
3. El anillo

## Date
| Data           | Città           | Stato               | Luogo                               |
| Europa         | Europa          | Europa              | Europa                              |
| -------------- | --------------- | ------------------- | ----------------------------------- |
| 8 luglio 2025  | Pontevedra      | Spagna              | Parque de Tafisa                    |
| 10 luglio 2025 | Cadice          | Spagna              | Stadio Nuovo Mirandilla             |
| 11 luglio 2025 | Fuengirola      | Spagna              | Marenostrum Fuengirola              |
| 13 luglio 2025 | Madrid          | Spagna              | Movistar Arena                      |
| 15 luglio 2025 | Barcellona      | Spagna              | Palau Sant Jordi                    |
| 16 luglio 2025 | Bilbao          | Spagna              | Bilbao Exhibition Centre            |
| 18 luglio 2025 | Tenerife        | Spagna              | Puerto de Santa Cruz                |
| 20 luglio 2025 | Budapest        | Ungheria            | MVM Dome                            |
| 21 luglio 2025 | Lucca           | Italia              | Mura di Lucca                       |
| 23 luglio 2025 | Adalia          | Turchia             | Regnum Carya Resort Hotel           |
| 25 luglio 2025 | Varsavia        | Polonia             | Stadio nazionale                    |
| 27 luglio 2025 | Bucarest        | Romania             | Piața Constituției                  |
| Asia           |                 |                     |                                     |
| 29 luglio 2025 | Abu Dhabi       | Emirati Arabi Uniti | Etihad Arena                        |
| Africa         |                 |                     |                                     |
| 30 luglio 2025 | Sharm el-Sheikh | Egitto              | Rixos Radamis                       |
| Asia           |                 |                     |                                     |
| 1º agosto 2025 | Astana          | Kazakistan          | Astana Arena                        |
| 3 agosto 2025  | Erevan          | Armenia             | Stadio repubblicano Vazgen Sargsyan |
| 5 agosto 2025  | Istanbul        | Turchia             | Yenikari Festival Park              |
| 7 agosto 2025  | Tashkent        | Uzbekistan          | Stadio Nazionale                    |
| 10 agosto 2025 | Almaty          | Kazakistan          | Stadio Centrale                     |
| Europa         |                 |                     |                                     |
| 12 agosto 2025 | Porto Cervo     | Italia              | Hotel Cala di Volpe                 |

### Festival
- Il concerto di Tenerife faceva parte del Tenerife Cook Music Fest
- Il concerto di Lucca faceva parte del Lucca Summer Festival
- Il concerto di Bucharest faceva parte del Summer in the City Festival
- Il concerto di Istanbul faceva parte dell'Istanbul Festival
- Il concerto di Porto Cervo era un evento esclusivo organizzato dall'Hotel Cala di Volpe per la sua serata di Gala.